# Jack Wilson (hudebník)
Jack Wilson (3. srpna 1936 Chicago, Illinois – 5. října 2007 Northport, New York) byl americký jazzový klavírista. Ve svých sedmnácti letech odehrál několik koncertů se saxofonistou Jamesem Moodym. V letech 1957–1958 a znovu 1961–1962 doprovázel zpěvačku Dinah Washington. Během své kariéry vydal i několik alb jako leader a spolupracoval s dalšími hudebníky, mezi které patří Roy Ayers, Nancy Wilson, Joe Pass nebo Sonny Stitt.